# Соколівка (Запорізький район)
Соколі́вка — село в Україні, у Михайлівській сільській громаді Запорізького району Запорізької області. До 2018 року орган місцевого самоврядування — Михайлівська сільська рада.

## Географія
Село Соколівка розташоване за 17 км від обласного центру, 27 км від міста Вільнянська та за 5 км від лівого берега річки Дніпро. Сусіднє село — Сергіївка (за 1 км). Поруч пролягає автошлях міжнародного значення М18E105. Найближча залізнична станція — Вільнянськ (за 27 км).
Площа села — 102,9 га. В селі налічується 284 домогосподарств.

## Історія
Соколівка заснована у 1930-х роках, як хутір Шевченка переселенцями з сіл, з територій яких була затопленою водами річки Дніпро, після будівництва Дніпровської ГЕС.
День села досі відзначається 10 жовтня. Саме в цей день 1943 року Соколівку було відбито Червоною армією від німецько-фашистських загарбників.
З 24 серпня 1991 року село у складі незалежної України.
25 лютого 2015 року в селі невідомі завалили пам'ятник Леніну.
9 лютого 2018 року, в ході децентралізації, Михайлівська сільська рада об'єднана з Михайлівською сільською громадою.
19 липня 2020 року, в результаті адміністративно-територіальної реформи та ліквідації Вільнянського району, село увійшло до складу новоутвореного Запорізького району.

## Населення
За переписом  2001 року населення складало 630 осіб. Станом на 1 січня 2007 року кількість населення — 651 особа.

## Мова
Розподіл населення за рідною мовою за даними перепису 2001 року:
| Мова            | Кількість | Відсоток |
| --------------- | --------- | -------- |
| українська      | 420       | 66,67 %  |
| російська       | 206       | 32,69 %  |
| білоруська      | 2         | 0,32 %   |
| інші/не вказали | 2         | 0,32 %   |
| Всього:         | 630       | 100 %    |

## Об'єкти соціальної сфери
- Середня загальноосвітня школа І—ІІІ ступенів
- Будинок культури
- Амбулаторія
- Поштове відділення зв'язку.

## Памятка
В центрі села знаходиться пам'ятник загиблим воїнам радянської армії.